# Lapara harrisi
Lapara harrisi är en fjärilsart som beskrevs av James Brackenridge Clemens 1859. Lapara harrisi ingår i släktet Lapara och familjen svärmare. Inga underarter finns listade i Catalogue of Life.